# Deuxième secteur de Marseille
Le IIe secteur de Marseille comprend les 2e et le 3e arrondissements de la ville.

## Histoire
La loi n°75-1333 du 31 décembre 1975 regroupe les arrondissements de Marseille pour l'élection du conseil municipal : le IIe secteur est alors composé des 2e et le 3e arrondissements.
La loi PLM de 1982 dote les secteurs de conseils et maires élus. Le IIe secteur est alors élargi du 7e arrondissement.
Les secteurs sont de nouveau redécoupés en 1987 : le IIe secteur comprend depuis de nouveau les 2e et 3e arrondissements.

## Politique
Le conseil du IIe secteur compte 24 membres, dont 8 siègent également au conseil municipal de Marseille.
Le secteur est traditionnellement acquis au PS. Toutefois en 2012, Lisette Narducci, avait quitté le PS pour le Parti radical de gauche avant de s'allier à l'UMP en 2014. En 2020, la gauche reconquiert le secteur et désigne comme maire Anthony Krehmeier.
| Élection | Arrdt.       | Nom                   | Parti | Parti     |
| -------- | ------------ | --------------------- | ----- | --------- |
| 1983     | 2e, 3e et 7e | Jean-Noël Guérini     |       | PS        |
| 1989     | 2e et 3e     | Jean-Jacques Léonetti |       | PS diss.  |
| 1995     | 2e et 3e     | Jean-Noël Guérini     |       | PS        |
| 2001     | 2e et 3e     | Lisette Narducci      |       | PS        |
| 2008     | 2e et 3e     | Lisette Narducci      |       | PS        |
| 2014     | 2e et 3e     | Lisette Narducci      |       | PRG diss. |
| 2020     | 2e et 3e     | Anthony Krehmeier     |       | PS        |